# فيلهلم الأول (إمبراطور ألماني)

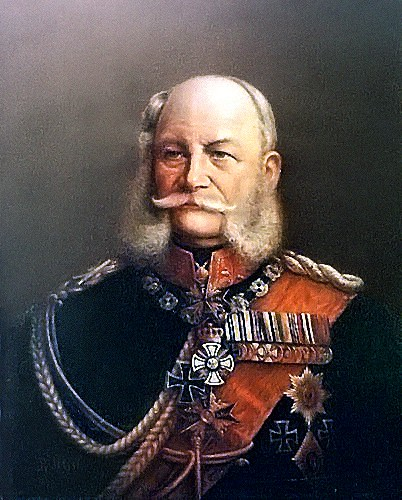
فيلهلم الأول

فيلهلم الأول أو ولهِلْم الأول (بالألمانية: Wilhelm I) ، ولد في برلين في 22 مارس 1797 - مات في برلين في 9 مارس 1888) توج في عام 1861 ملكا على بروسيا ثم أصبح في سنة 1871 أول قيصر ألماني في الرايخ الثاني، بعد توحيد ألمانيا على يد أوتو فون بسمارك. وتمتد فترة جلوسه على عرش الرايخ الثاني من عام 1871 حتى وفاته في عام 1888.
وقد أطلق عليه البعض لقب «أمير قذائف المدفعية» لدوره في قمع ثورة 1848. وقد توج قيصرا للرايخ في عام 1871 بعد انتصار ألمانيا على فرنسا في الحرب الألمانية الفرنسية على يد بسمارك، ونجاح بسمارك في توحيد الإمارات الألمانية المشتتة لتصبح مملكة واحدة، أطلق عليها «الرايخ الثاني».

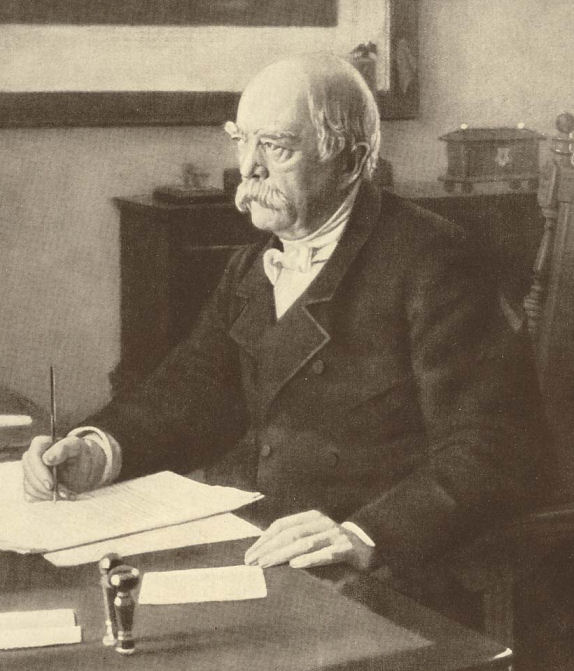
أوتو فون بسمارك

وكانت السلطة الفعلية في الرايخ الثاني في يد بسمارك، الذي لعب دورا أساسيا وجوهريا في تحقيق الوحدة الألمانية. فخاض ثلاث حروب من أجل جعل الوحدة حقيقة واقعة، هي الحرب الألمانية الدانماركية، والحرب البروسية النمساوية، والحرب الألمانية الفرنسية.

## حياته
كان فيلهلم الابن الثاني للملك فريدريش فيلهلم الثالث (بالألمانية: Friedrich Wilhelm III) ملك بروسيا، والملكة لويزه (بالألمانية: Könige Luise) ابنة الدوق كارل الثاني دوق ميكلينبورج وشتريليتس (بالألمانية: Karl II von Mecklenburg Strelitz). وقد تولى تأديبه وتعليمه في سنوات الطفولة بين عامي يوهان فريدريش جوتليب ديلبروك، الذي كان مديرا لتربوية ماجدبورج قبل أن تعينه الأسرة مؤدبا لفيلهلم.
وفي الأول من يناير من عام 1807، حين تلقت بروسيا هزيمة ساحقة من جيوش نابليون في يينا وأورشتيت، منح الملك الأب ابنه الذي لم يتجاوز العاشرة رتبة ضابط. وبرغم هذا الدخول المبكر في الحياة العسكرية فقد عرف فيلهلم بالتواضع حتى وهو ملك، وقد قال ذات مرة: «لو لم أولد ابن ملك لتمنيت أن أكون ضابط صف».
وفي عام 1814، وبعد ترقيته إلى رتبة نقيب، رافق والده في حملته العسكرية في فرنسا ضد جيوش نابليون، وحين وصلوا إلى بارسوروب منحه الملك الأب في 26 فبراير «الصليب الحديدي»، وكانت هذه المرة الأولى التي يمنح فيها هذا الوسام الحربي الرفيع. ثم دخلت جيوشهم باريس في شهر مارس. ثم رافق والده في زيارته إلى إنجلترا. وفي 8 يونيو 1815, وبعد ترقيته إلى رتبة رائد، قاد كتيبة الحرس الملكي الأولى مرة أخرى إلى فرنسا، حيث انتهت الحرب حينئذ ضد جيوش نابليون.
وقد رقي بعد ذلك مرات عديدة حتى أصبح قائدا للحرس الملكي في عام 1825.
وقد كان الملك الأب يثق فيه ويستشيره في شؤون الحكم، وقد أرسله مرات عدة إلى بلاط بيترسبورج لحل مشاكل العائلة الملكية، أو لحل لمشاكل المملكة هناك، وهذا يدل على ذكائه وقدراته السياسية.

## زواجه وأبنائه
تزوج فيلهلم من الأميرة إليزا رادتسيفيل Elisa Radziwill، ولكنه انفصل عنها في عام 1826, لأنها كما يقال كانت تهدد بإثارة موضوع النزاع حول الإرث الملكي في العائلة المالكة.
ثم تزوج في 11 يونيو 1829 من الأميرة أوجوستا فون زاكسن - فايمار - أيزنباخ Augusta von Sachsen-Weimar-Eisenbach، وهي ابنة الدق كارل فريدريش فون زاكسن - فايمار - أيزنباخ، دوق زاكسن وفايمار وأيزنباخ، الذي تزوجت أخته ماريا أيضا بكارل الأخ الأصغر لفيلهلم.
وقد تم الزواج بناء على رغبة الملك الأب، ولم يكن هذا الزواج سعيدا، لأن أوجوستا المثقفة والتي نشأت نشأة متحررة في بلاط فايمار، التي كانت منفتحتة على الفن والأدب، لم تجد في بلاط برلين المتزمت والمحافظ إلا مكانا تافها وخاليا من المعنى. وكذلك فإن فيلهلم لم يشعر بميل عاطفي نحو أوجوستا، إلا أنه كان ينجح في إخفاء علاقاته العاطفية الأخرى عنها وعن العائلة. وقد نتج عن هذا الزواج ابن وابنة:
- فريدريش فيلهلم Friedrich Wilhelm (1831- 1888)، الذي تزوج بالأميرة فيكتوريا ابنة الملكة فيكتوريا ملكة إنجلترا.
- لويزه Luise (1838- 1923), التي تزوجت من الدوق فريدريش الأول دوق بادن.

وقد كانت لأوجوستا أفكارا سياسية ومحاولات للتأثير على فيلهلم، حتى تجعله ينتهج نهجا متحررا، ولكن ذلك لم يجد رضى لدي فيلهلم ولا مجلس وزرائه. وقد كتب أوتو فون بسمارك في مذكراته التي تحمل عنوان «أفكار وذكريات» عن زوجة فيلهلم العنيدة، بأنها كانت تحمل شعورا بالواجب لكونها زوجة القيصر، ولكنها لم تترك لتمارس دورا غير دورها في العائلة المالكة.

## أمير بروسيا

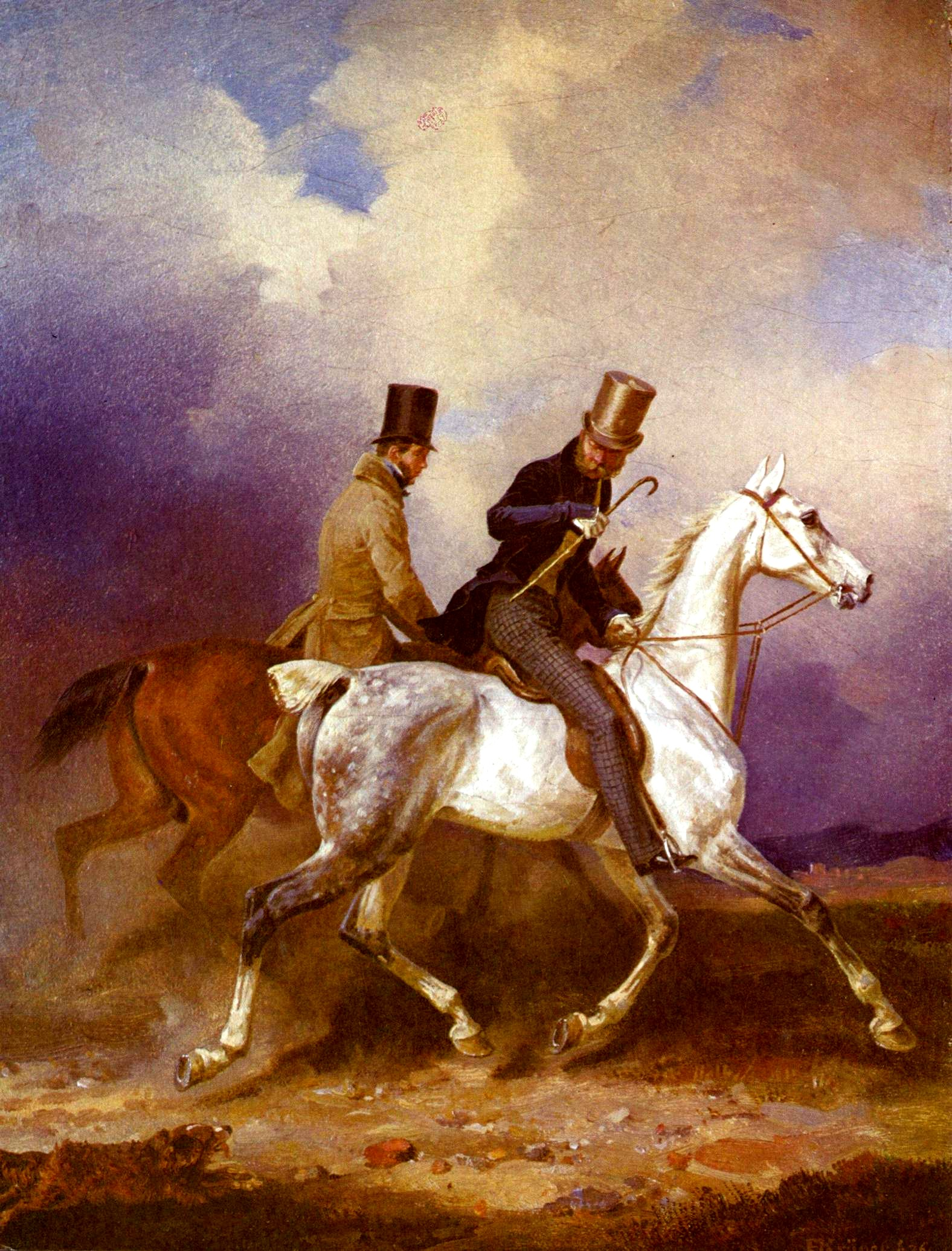
لوحة زيتية للأمير فيلهلم بريشة فرانتس كروجر

بعد موت الملك الأب في عام 1840, توج أخوه فريدريش فيلهلم الرابع ملكا على بروسيا، وأصبح هو وليا للعهد. ومنح لقب «أمير بروسيا» ورقي إلى رتبة جنرال للمدفعية.
وحين قامت ثورة مارس عام 1848, قام الأمير فيلهلم بالحصول على موافقة دستورية من البرلمان لإصدار قرار بقمع الثورة التي عرفت بثورة المتاريس، التي اندلعت في برلين في 18 مارس، ولكنه كان يريد قمعها بالقوة العسكرية. فأمر بانسحاب الجيش إلى خارج المدينة وقام بقصفها بقذائف المدفعية الثقيلة، لذلك أطلق عليه لقب «أمير قذائف المدفعية» Kartätschenprinz.

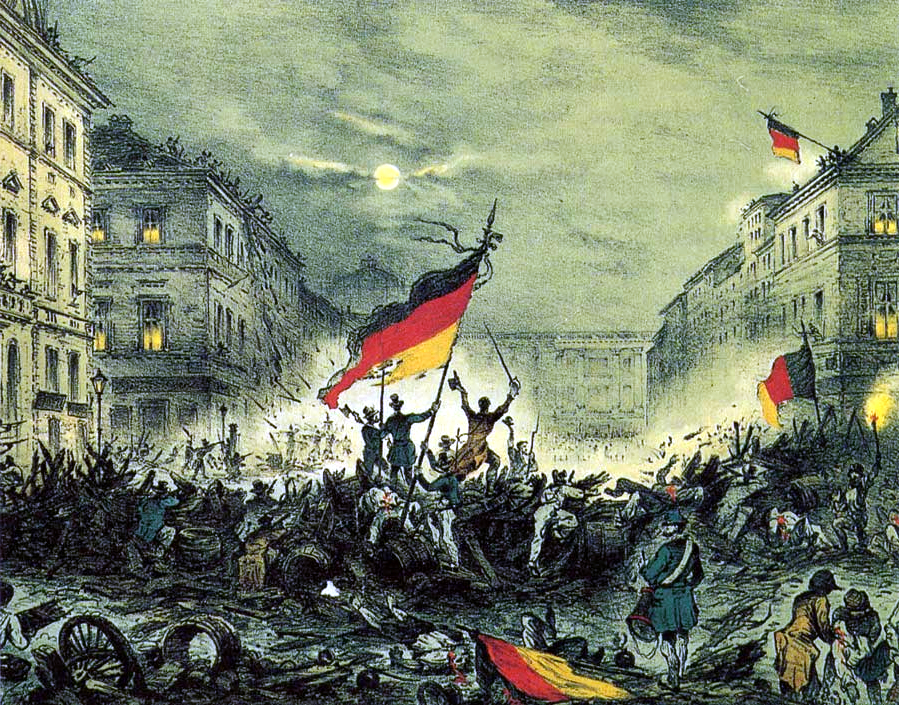
ثورة مارس 1848 في برلين

ويرى البعض أن الانسحاب من المدينة وقصفها من الخارج، كان السبيل الوحيد للقضاء على الثوار، لأنه لو بقي الجنود في المدينة يحاربون ثوار المتاريس وجها لوجه حرب عصابات، فإن الجيش سيخسر حينئذ. وكان من الممكن أن يقتل الجنود عن آخرهم لكثرة الثوار ولضرواتهم في المقاومة والقتال.
وبسبب قمعه العنيف والوحشي للثورة، ودعوته إلى استخدام القوة العسكرية في مواجهة ثوار لا يحملون إلا الأسلحة الخفيفة، فقد كرهه الشعب. وقد نصحه أخوه الملك بالسفر إلى لندن، ففي 20 مارس أشعل أحد الثوار المتبقين بعد القضاء على الثورة النار في قصره الذي كان يقيم فيه في برلين، ولكن تم إطفاء الحريق وإنقاذ الأمير، وقد كتب على جدار القصر هذه الكلمات «هذا القصر ملكية وطنية».
وفي 21 مارس خرج الأمير من برلين متنكرا تحت اسم مستعار «ليمان» Lehmann، مرتحلا إلى لندن هربا من السخط الشعبي. وفي لندن أقام صلات عدة مع الساسة هناك أمثال الأمير ألبرت وروبرت بيل وجون راسل وهنري جون بالمرستون، وغيرهم من الساسة، حيث كان يشرح لهم أفكاره وآراؤه السياسية بشأن توحيد ألمانيا، الذي كان الأمير فيلهلم من أكبر وأهم المؤيدين له.
وفي تلك الفترة انتشرت أغنية هزلية تسخر من الأمير فيلهلم تقول:
يا سيد المعارك، يا أمير بروسيا
عد إلى برلين، عد
فإننا نريد أن نرشق سموك بالحجارة
وإننا نريد إقامة المتاريس
وقد مكثت الأميرة أوجوستا في تلك الفترة مع أطفالها في بوتسدام. وفي أوائل شهر يونيو عاد فيلهلم إلى برلين، وقد قامت مظاهرة قوامها عشرة آلاف متظاهر للاحتجاج على عودته. ثم اختير عضوا في الجمعية البروسية الوطنية، ولكنه رفض. ثم ذهب إلى بوتسدام. وفي سبتمبر وافق الملك على اقتراح قدمه الأمير بتوزير عدة وزراء جدد في الوزارة المعادية للثورة.
وفي يونيو 1849 عين فيلهلم قائدا للعمليات العسكرية في بادن ومنطقة بفالتس. وبعد نجاته من محاولة اغتيال بالقرب من إنجلهايم، استطاع في خلال عدة أسابيع أن يسحق قوات الثوار في منطقة بفالتس وكذلك الثوار في بادن فيما عرف بثورة بادن.
وبالاستيلاء على راشتات الحصن الأخير للثوار، بقيادة الأمير فيلهلم، تكون ثورة 1848 قد قضي عليها نهائيا. وفي 19 أغسطس دخل الأمير فيلهلم ودوق بادن في موكب احتفالي إلى كارلسروهه.
وفي 12 أكتوبر دخل على رأس القوات التي حاربت معه في بادن، إلى برلين منتصرا. ثم أصبح الحاكم العسكري في الراين وفستفالن، واتخذ مقر إقامته في كوبلنتس. وفي عام 1854 أصبح بجانب كونه قائدا عاما لسلاح المدفعية، مارشالا وحاكما لقلعة ماينتس.

## سنوات كوبلينتس
أقام فيلهلم وزوجته أوجوستا في كوبلينتس من عام 1850 إلى 1858. وقد كانت الأميرة أوجوستا سعيدة بالعيش في كوبلينتس، فهناك تهيأت لها الفرصة لعيش حياة بلاط حقيقية، كما تعودت أن تعيش أيام طفولتها في بلاط فايمار، حيث الحياة المنفتحة على الفن والأدب، بعيدا عن برلين وبلاطها المحافظ. وكان ابنها فريدريش يدرس الحقوق في مدينة بون القريبة من كوبلينتس، وصار بذلك أول ولي عهد بروسي يدرس دراسة أكاديمية. وكان فريدريش متأثرا أيما تأثر بوالدته.
وقد جعلت الأميرة من قصر كوبلينتس ملتقى ثقافي للمفكرين الليبراليين وكذلك للمؤرخين، أمثال ماكس دونكر وعلماء الحقوق أمثال أوجوست موريتس فون بيتمان هولفيج وكليمنس تيودور بيرتس وأيضا ألكساندر فون شلاينيتس.
وقد بدأ الأمير فيلهلم في تلك الفترة ينظر بشكل محايد وأكثر اعتدالا، إلى ثورة مارس وأفكارها، مما أثار استنكارا لدى أخيه الملك. وكانت الأميرة بسبب أفكارها المتحررة تنظر إلى الطائفة الكاثوليكية والمنتمين والمتحولين إليها نظرة متسامحة، مما أثار حالة من النقد الشديد، على اعتبار أن الأميرة تنتمي إلى الأسرة البروسية البروتستانتية المالكة.

## العهد الجديد
في سنوات كوبلينتس تغيرت أفكار فيلهلم وتفكيره السياسي، فأصبحت أكثر اعتدالا واهتماما بالشعب، وقد يكون يكون ذلك تحت تأثير زوجته أوجوستا. وقد أدى هذا التغير إلى أن ينظر الشعب إليه بطريقة مختلفة، فاتجهت إليه أنظار الطبقة المثقفة من اللبراليين وغيرهم، باعتبار أنه كان القوة الحقيقة داخل الأسرة البروسية، خاصة بعد إصابة أخيه الملك بمرض عقلي، وإعلانه نائبا له في 7 أكتوبر 1858, وبذلك صار على رأس السلطة الحاكمة في بروسيا.
وبعد أدائه اليمين الدستورية في 26 أكتوبر، أصدر مرسوما ملكيا في 5 نوفمبر بتأليف وزارة ليبرالية، سميت بوزارة «العهد الجديد»، وأوضح في مرسوم آخر في 8 نوفمبر أهداف وغايات هذه الوزارة.
فقد أكد على أن الهدف ليس القطيعة مع الماضي، ولكن مع القيم الزائفة التي سادت فيه. وكذلك فقد أظهر استيائه من السياسة الخارجية التي كانت بروسيا تتبعها، نتيجة تأثرها بتأثيرات أجنبية غير أصيلة فيها، وقال أن بروسيا يجب أن تنتهج سياسة ألمانية خالصة، تهدف إلى توحيد ألمانيا والألمان، وتهدف كذلك إلى الإعلاء من قيم الوحدة.
وقال كذلك أن هذا التقدم لن يتم إلا بإجراء إصلاحات في الاقتصاد والجيش.
وقد اعتبر أن مهمة إصلاح الجيش وتطويره بحيث يكون قادرا على تحقيق الوحدة الألمانية، إلا أن أغلبية مجلس النواب لم تكن مستعدة حينذاك، على خطط الأمير وسياسته المنادية للوحدة الألمانية، نظرا للتكاليف الباهظة التي ستتحملها خزينة الدولة.

## محاولة الاغتيال الأولى
في الرابع عشر من يوليو 1861 قام أوسكار بيكر أحد الطلبة في بادن بادن، بتنفيذ محاولة اغتيال للأمير فيلهلم، إلا أن نجا من هذا الاغتيال، وأصيب إصابة طفيفة في ساقه اليسرى.

## ملك بروسيا
بعد موت أخيه فريدريش فيلهلم الرابع في الثاني من يناير 1861, اعتلى فيلهلم العرش البروسي. وفي الثامن عشر من أكتوبر 1861 أقيمت مراسم التتويج الملكي الفخمة في كونيجسبورج.
وقد عدل فيلهلم من تقاليد وطقوس التتويج في الكنيسة، لكي يقلل من حدة الانتقادات للبهرجة الملكية وبذخ العائلة الملكة.

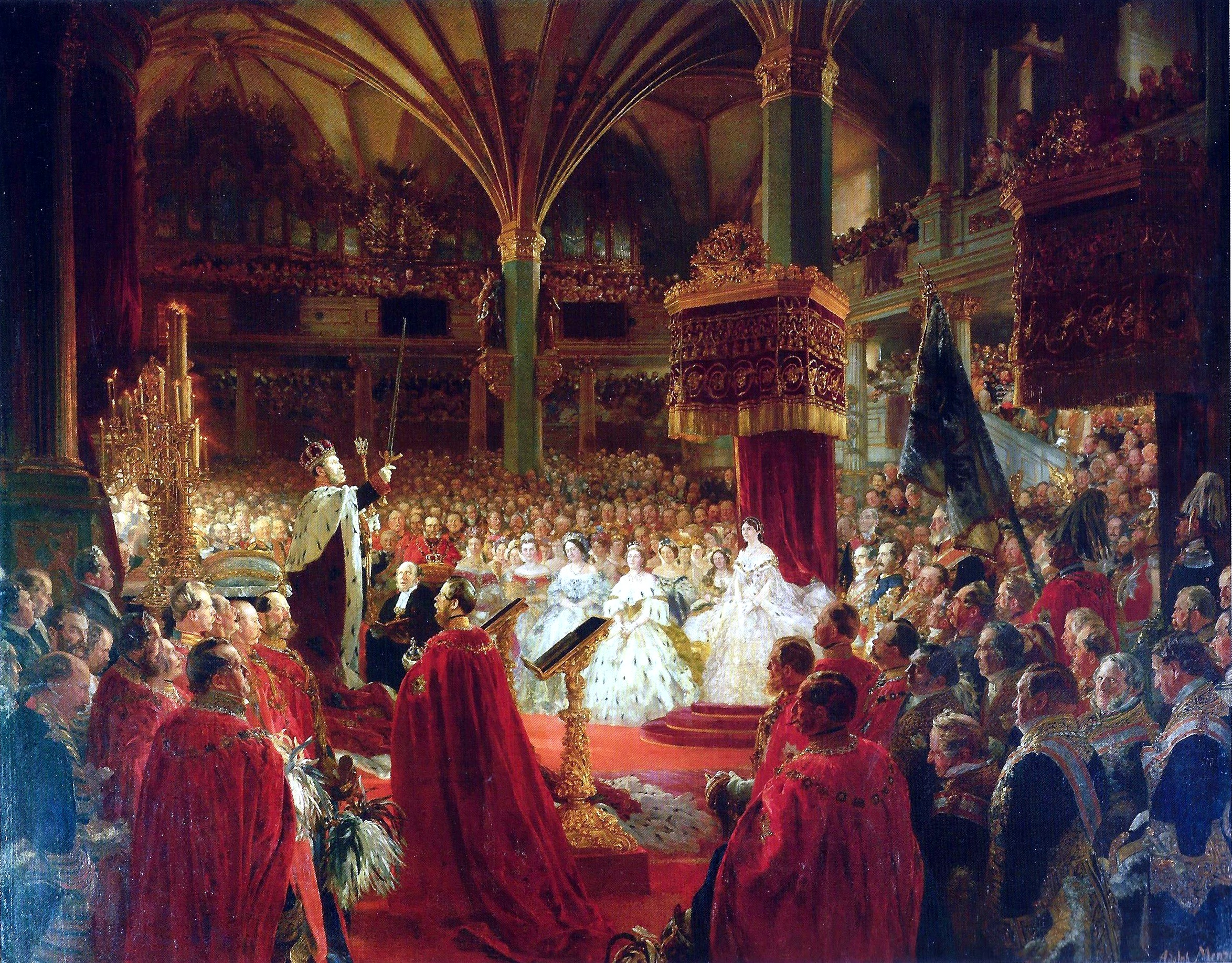
حفل التتويج في كونيجسبورج

وقد تم التتويج بأن وضع التاج على رأسه، ثم تناول الصولجان في يده، ثم تسلم تفاحة الملكية والسيف الملكي من الهيكل. ثم توج زوجته أوجوستا ملكة، بهذه الكلمات: «مباركون هم ملوك بروسيا الذي يتوجون منذ 160 سنة. بعد أن ظل العرش يعتليه كل حسب ما حدده القدر، أعتليه الآن ملكا، ذاكرا أن التاج منحه الله، ولم يمنحه إلا الله، وذاكرا لفضل المقام المقدس، الذي استلمت منه هذا التاج في خضوع وتواضع».
إلا أن التتويج الذي تم في الكنيسة، أثار المخاوف من موقف الملك الجديد تجاه احترام الدستور، فقد نص الدستور على أن يتم تنصيب الملك، بأدائه اليمين الدستورية أمام نواب الشعب في البرلمان، ولكنه خرق هذا الالتزام الدستوري، بإقامة التتويج في الكنيسة حسب تقاليد الأسرة الملكية.
ومما تجدر ملاحظته أن مينتسل Menzel حين رسم لوحته الزيتية التي فقدت عام 1945, عن تتويج الملك فيلهلم الأول لم يرسم التتويج الذي تم في الكنيسة، وإنما رسم أداء اليمين الدستورية في البرلمان، الذي لم يحصل.

## الأزمة الدستورية
أثمرت الانتخابات البرلمانية الجديدة التي أجريت في السادس من ديسمبر 1861، عن فوز حزب التقدم الألماني، الحديث التكوين على أغلبية مقاعد البرلمان، بلغت 104 مقعدا. ومع استقالة وزارة «العهد الجديد» في 17 مارس 1862, التي تركها الملك فيلهلم تستقيل، لأنها فشلت في الحصول على موافقة من البرلمان بشأن الخطط الساعية إلى إعادة تنظيم الجيش، وتطويره التطوير المطلوب، بسبب حجم الميزانية الباهظة اللازمة لتنفيذ هذه الاقتراحات.
ومع سقوط الوزارة أمام أغلبية حزب التقدم الألماني في البرلمان، بدأت الأزمة الدستورية.
وتبدت الأزمة الدستورية في ماهية العلاقة الدستورية للملك بالبرلمان. ولأنه وجد سلطاته كملك في تناقض مع سلطات البرلمان المنتخب من الشعب، فقد فكر في التنازل عن العرش. وقد كتبت وثيقة التنازل بالفعل ووقع الملك عليها، إلا أن بسمارك تدخل وأقنعه هو ووزير الحربية رون Roon بالعدول عن فكرة التنازل عن العرش. ثم أعلن بسمارك نفسه رئيسا للوزراء، وبدأ في تنفيذ إصلاحات الجيش دون موافقة البرلمان على الميزانية، مما يعني خرق الدستور، والحكم بدون موافقة البرلمان.

## سياسة بسمارك
بتنصيب بسمارك رئيسا لوزراء بروسيا في 23 سبتمبر 1862, وبتأييد الملك لوزارته ضد إرادة البرلمان، فقد الملك الجديد شعبيته بين أفراد الشعب.
وفي الوقت الذي أحبطت فيه الآمال في الإصلاح الداخلي، ازدادت سلطة البوليس وتحكمه في الحياة العامة. وبدأت سياسة بسمارك الصارمة تتضح مع قيامه بتفيذ خطوات حازمة، لتحقيق الوحدة الألمانية. وقد عقد الملك وبسمارك آمالهما، على أن التوحيد سيقضي على الأصوات المعارضة، وسيجلب شعبية كبيرة سواء للملك ولبسمارك.
وقد بدأت أولى الخطوات نحو تحقيق الوحدة مع نشوب الحرب الألمانية الدانماركية في عام 1864, وكان القتال فيها بين بروسيا المتحالفة مع النمسا، وبين الدانمارك المتحالفة مع دوقية شليزفيج ودوقية هولشتاين. وقد حدث ما قدره بسمارك، فبعد انتصار بروسيا والنمسا، أدى اختلاف البروسيين مع النمساويين حول مصير شليزفيج وهولشتاين، إلى خلق أزمة سياسية بين الطرفين، في الوقت الذي كانت فيه النمسا من أقوي أطراف الحلف الألماني.
وبرغم أن فيلهلم قبل قرار بسمارك بالحل العسكري ضد النمسا على مضض، إلا أنه تولى بنفسه قيادة الجيش البروسي حين نشبت الحرب البروسية النمساوية في عام 1866, وقد حقق الجيش البروسي انتصارا عسكريا ساحقا على الجيش النمساوي في معركة كونيجسجريتس، بفضل التخطيط الاسترتيجي المتقن لقائد أركان حرب الجيش البروسي هيلموت فون مولتكه.
وقد استجاب فيلهلم لنصيحة بسمارك بعدم ضم زاكسن، حتى لا يسبب ذلك فساد خطط بسمارك لتوحيد ألمانيا.
وقد ساهمت الانتصارات العسكرية التي حققتها بروسيا، في تأجيج المشاعر الوطنية مرة أخرى، مما ساعد على إنهاء الأزمة الدستورية، وتم ذلك من خلال موافقة البرلمان أخيرا على الميزانية في عام 1866.
وفي الأول من يوليو 1867 تم تكوين الاتحاد الألماني الشمالي، واختير فيلهلم رئيسا له. أما في الساحة الداخلية فقد عاد فيلهلم إلى إعادة الحوار مع الأحزاب الليبرالية، فأقال الوزراء الذين ينتهجون مواقف معادية لليبرالية، وأحل محلهم وزراء ليبراليون.
وحين نشبت الحرب الألمانية الفرنسية في عام 1870, تولى فيلهلم مرة أخرى قيادة الجيش البروسي، الذي خرج بكامله للحرب مع فرنسا، ومن أبرز المعارك التي حققت فيها بروسيا إنجازات عسكرية هامة هي معركتي جرافلوت وسيدان. وفضلا عن ذلك فقد قاد اسميا العمليات العسكرية ثم المفاوضات السياسية في فرساي، حول تأسيس الرايخ الألماني. إلا أن بسمارك كان هو الذي يمارس الدور الرئيسي في عملية المفاوضات في فرساي.
ولم يكن فيلهلم مقتنعا تماما بإدماج بروسيا في دولة ألمانية تشمل الأراضي الألمانية كلها، حتى ولو كان هو الذي سيصبح على قمة الحكم في الدولة الجديدة. وظل فيهلم مترددا في قبول لقب «القيصر الألماني» حتى عشية تنصيبه قيصرا في قاعة المرايا في قصر فرساي، في الثامن عشر من يناير عام 1871.
وقد حقق فيلهلم أحد أحلامه حين أقدم على ضم منطقتي الإلزاس واللورين، التي كانت تحت سيطرة الفرنسيين، وذلك أثناء المفاوضات مع فرنسا، مما زاد في رغبة الفرنسيين في الانتقام من الرايخ الجديد.

## القيصر الألماني
مع إعلان قيام القيصرية الجديدة في 18 يناير 1871, أي بعد مرور 170 عاما على تتويج فريدريش الثالث ملكا لبروسيا، قرر فيلهلم الاحتفاظ في آن واحد بلقب «ملك بروسيا» ولقب «القيصر الألماني»، لنفسه ولخلفائه من بعده.

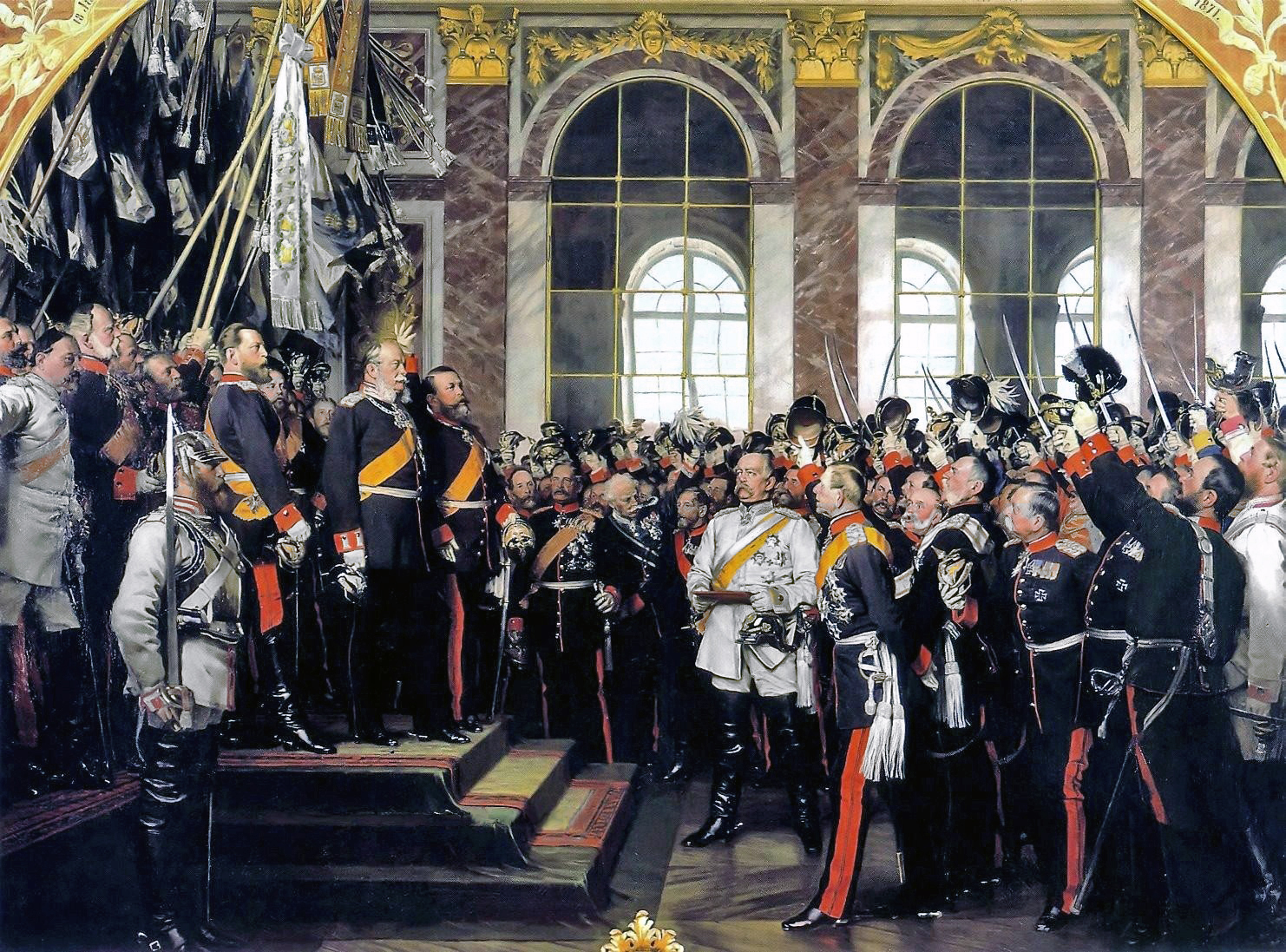
تتويج القيصر

وقد سبق حفل تنصيب القيصر، جدل عنيف بين فيلهلم وبسمارك، فقد كان فيلهلم مترددا في قبول اللقب الجديد، ولم يكن راضيا بأن يطلق عليه «القيصر الألماني»، وكان يرى أن لقب «ملك بروسيا» أكثر رفعة منه. وبعد استمرار الجدل مدة طويلة قبل فيلهلم في النهاية باللقب، ولكن اختلف الاثنان حول صيغة اللقب، هل يكون «قيصر ألمانيا» أم «القيصر الألماني». لكن فريدريش الأول دوق بادن، تدخل لحل المشكلة في النهاية، واقترح لقب «القيصر فيلهلم» ولكن بسمارك لم يوافق على هذه الصيغة، حتى لا يثير ضيق الأمراء الألمان، وفضل أن يكون اللقب هو «القيصر الألماني». وفي النهاية رضخ فيلهلم لرأي بسمارك، وصار اللقب هو «القيصر الألماني».
وقد ترك القيصر لبسمارك رسم سياسة الرايخ الألماني الجديد، وقد كان يقول دائما عن بسمارك: «بسمارك أهم للرايخ مني» و«إنه لمن العسير، أن يكون المرء قيصرا مع مستشارا كبسمارك».
وقد اتفق مع بسمارك في سياسة تقوية السلام والاسقرار الخارجي، عن طريق إقامة أحلاف مع القوى المجاورة لألمانيا، فيما عدا فرنسا. ومن أجل تحقيق هذا الهدف، اجتمع القيصر في سبتمبر 1872 في برلين مع قيصر النمسا وقيصر روسيا، فيما عرف بلقاء القياصرة الثلاث، وعقدوا حلفا سمي بحلف القياصرة الثلاث Dreikaiserbund، والذي ساعد على تقارب روسيا مع النمسا وتوثيق العلاقات بينهما. كما ساهم هذا الحلف في عزل فرنسا سياسيا. وكانت زيارة القيصر فيلهلم إلى بيترسبورج وفيينا في عام 1873, وإلى ميلانو في عام 1875, ضمن خطوات التقريب بين القوى الثلاث، ألمانيا والنمسا وروسيا.
وكانت من بين المهام السياسية الخارجية الناجحة التي قام بها القيصر في 1871, عرضه للوساطة بين الولايات المتحدة الأمريكية وبريطانيا، لحل الأزمة التي عرفت بأزمة الخنازير، وهي نزاع حدودي بين ولاية واشنطن الأمريكية التي تقع في شمال الولايات المتحدة، وبين ولاية كولومبيا الكندية التي كانت تخضع للسيادة البريطانية، وتقع في جنوب كندا. وقد جاء قراره لصالح الولايات المتحدة بعد أن دامت الأزمة لأكثر من 13 عاما.

## محاولة الاغتيال الثانية
تعرض القيصر فيلهلم لمحاولة اغتيال ثانية في 11 مايو 1878, حين كان موكبه يعبر شوارع لايبزغ وكانت ترافقه ابنته دوقة بادن، حيث كانا يجلسان في سيارة مكشوفة. وأطلقت طلقات نارية من مسدس على السيارة ولكنها لم تصب أحدا. وكان الذي أطلق الرصاص أحد مواطني لايبزغ اسمه «ماكس هودل» وكان يعمل صبي سمكري، وكان ينتمي إلى الاشتراكيين الديمقراطيين. وفشلت محاولة الاغتيال تلك.

## محاولة الاغتيال الثالثة
لم يكد يمر شهر على محاولة الاغتيال الثانية الفاشلة، ولم تكد تهدأ الضجة التي أحدثتها، حتى تعرض فيلهلم إلى محاولة اغتيال ثالثة في الثاني من يونيو. ففي أثناء تجوله في حديقة الحيوانات، إذ بقناص يطلق عليه طلقات نارية من أحد نوافذ أحد المنازل المجاورة لحديقة الحيوان. وقد أصيب القيصر بجراح بالغة في رأسه وفي ذراعه. وكان السبب الوحيد في نجاته من الموت، هو خوذته العسكرية من نوع بيكلهاوبه Pickelhaube، وقد ألقي القبض على الفاعل، بعدما حاول الانتحار ولكنه أصيب بجراح خطيرة ولم يمت.

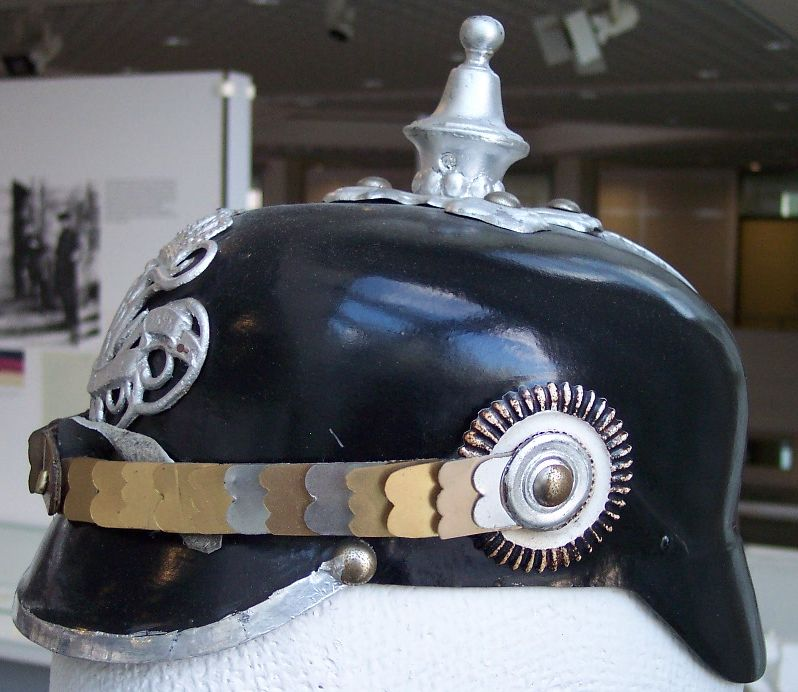
خوذة البيكلهاوبه

وكان من نتائج محاولتي الاغتيال المتتاليتين، التي نجا منهما القيصر بجراح جسدية ونفسية، أن تسلم ولي العهد الأمير فريدريش الحكم مؤقتا بصفته نائبا للقيصر. وكان من نتائج محاولتي الاغتيال أيضا، أن قرر بسمارك سن ما عرف بقوانين الاشتراكيين، للتضييق على الاشتراكيين، عن طريق منع اجتماعاتهم، وطبع كتبهم.

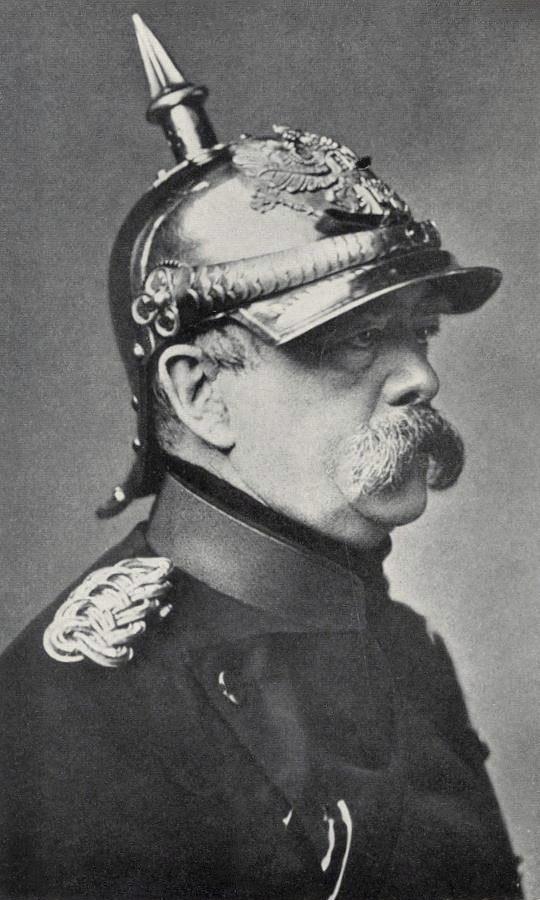
لوحة لبسمارك وهو يرتدي خوذة البيكلهاوبه

وقد استعاد فيلهلم عافيته تدريجيا وشفي من كل الجروح الخطيرة التي أصابته، وعاد بعد فترة طويلة أقامها في بادن وفيسبادن، في 5 ديسمبر إلى برلين، حيث تولى مهامه القيصرية مرة أخرى، بعد أن تولاها نائبه الأمير فريدريش أثناء علاجه ونقاهته.
ومن العجيب أن صدمة النفسية التي تعرض لها القيصر فيلهلم، بعد محاولة الاغتيال الأخيرة، قد أثرت على تفكيره تأثيرا إيجابيا، وجعله يغير وجهة نظره إلى الاشتراكيين الديمقراطيين، ويقرر البدء معهم من جديد. ولكن بسمارك حال دون ذلك. وأصر على المضي في تنفيذ قوانين الاشتراكيين.

## محاولة الاغتيال الرابعة
خططت جماعة من الفوضويين بقيادة أوجوست راينسدورف، هجوما بالديناميت على القيصر، وذلك أثناء تدشين النصب التذكاري في الغابة السفلى. ولكن المخطط فشل بسبب هطول الأمطار، الأمر الذي تسبب في إغراق فتيل الاشتعال بالماء.

## النهاية
تميزت القيصر فيلهلم الأول طيلة حياته بالتواضع والإخلاص، الأمر الذي جعله يتمتع حتى من معارضيه ببعض التقدير والاحترام، وكان يجسد بصفات الإخلاص والصرامة «بروسيا القديمة»، أكثر مما كان يبدو عليه في الظاهر.

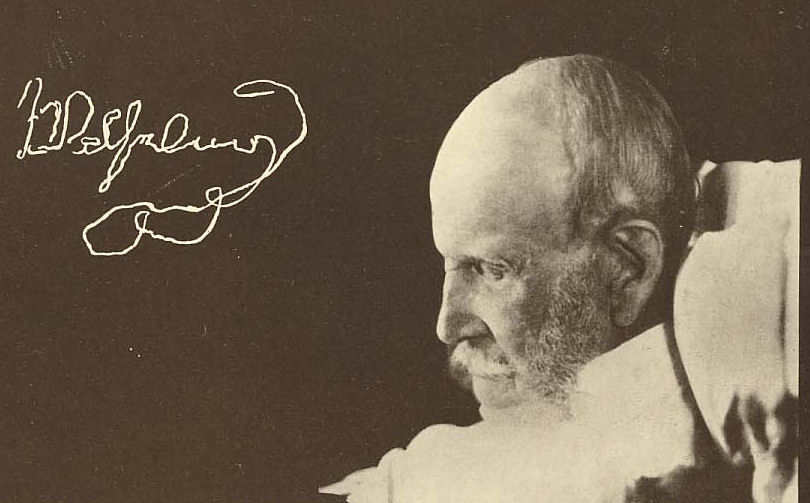
فيلهلم الأول على فراش الموت وتوقيعه الأخير

وكانت النهاية في يوم 9 مارس 1888 في العام الذي سمي بعام القياصرة الثلاثة، حيث مات إثر فترة مرض قصيرة. ودفن في يوم 16 مارس في الضريح الموجود في حديقة قصر شارلوتنبورج.
وحدث أنه حين كانت الجنازة الملكية سائرة في شوارع برلين، أن هتف واحد من الجموع الذي كان على ما يبدو من الذين اشتركوا في ثورة مارس 1848 : «فلتعد يا ليمان»، وهو الاسم المستعار الذي هرب تحته فيلهلم من برلين الذي دكها بمدفعيته على رؤوس الثوار، وهذا الاسم هرب متخفيا به إلى لندن هربا من سخط وهياج الشعب ضده.
ولكن أغلبية الشعب الألماني كانت تحبه، لدوره في إقامة الوحدة الألمانية، فكتب على رخام القبر هذه الكلمات: «نحن نريد عودة قيصرنا فيلهلم الكبير» وقد لحنت هذه الكلمات وصارت أنشودة في عام 1893, ولحنها ريشارد هنريون.

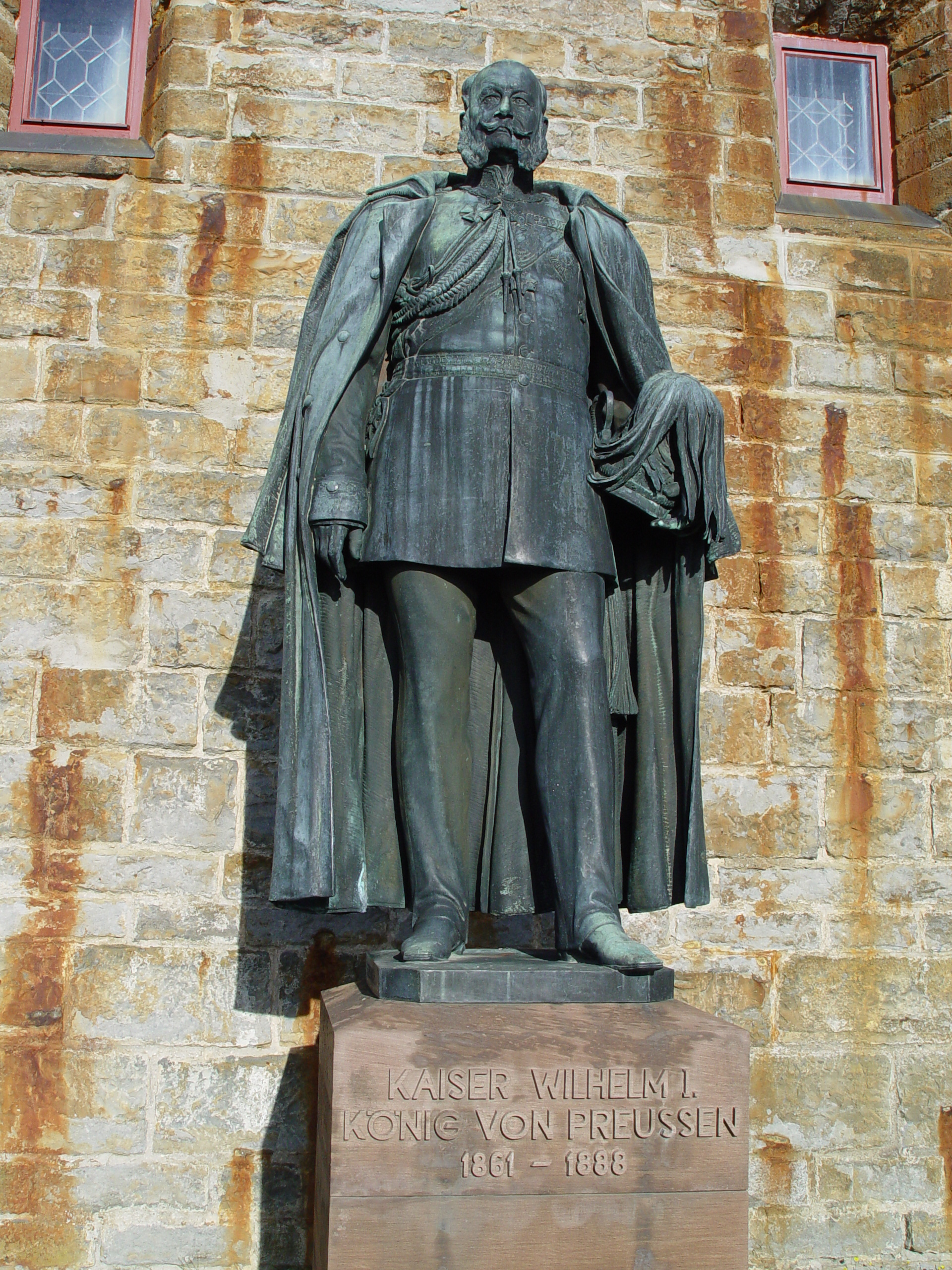
تمثال لفيلهلم الأول

## التماثيل والنصب التذكارية
وقد أقيم ما يقرب من ألف تمثال ونصب تذكاري من عام 1867 حتى 1918, في كل البلدان الناطقة بالألمانية، فقد أراد القيصر فيلهلم الثاني أن يخلد ذكرى جده. وقد أطلق عليه لقب «الكبير» der Große، ولكن هذا اللقب لم ينتشر سواء بين الشعب أو في كتب التاريخ.

## مواقع خارجية
- فيلهلم الأول على موقع الموسوعة البريطانية (الإنجليزية)

- Preußen-Chronik نسخة محفوظة 7 مارس 2006 على موقع واي باك مشين. - ARD Sendereihe im Preußenjahr 2001 über Wilhelm I.
- Biographie Wilhelm I. bei Preussen.de - Seite des Preußischen Königshauses
- www.deutsche-schutzgebiete.de نسخة محفوظة 7 يونيو 2007 على موقع واي باك مشين.